# Nguyễn Đức Dương
Nguyễn Đức Dương (sinh năm 1939 tại phố Hàng Bột, Hà Nội) là một họa sĩ người Việt Nam. Ông tốt nghiệp trường Đại Học Mỹ thuật Hà Nội chuyên ngành sáng tác sơn mài. Các tác phẩm của ông được trưng bày tại nhiều triển lãm trong nước và quốc tế, đồng thời cũng được lưu giữ tại các bảo tàng và bộ sưu tập cá nhân. Ngoài tranh sơn mài truyền thống, ông cũng thành công trong các thể loại tranh khác như giấy dó, sơn dầu và màu nước.

## Tiểu sử
Sinh ra và lớn lên tại Hà Nội, ông tốt nghiệp khoá 3 chuyên ngành sơn mài tại Đại học Mỹ thuật Hà Nội năm 1972.
Từ năm 1966, ông là hội viên ngành hội hoạ Hội Mỹ thuật Việt Nam.
Từ năm 1973, ông công tác tại Bảo tàng Mỹ thuật Việt Nam.
Năm 1999, ông tham gia giảng dạy tại trường Đại học Mỹ thuật Công nghiệp Hà Nội.

## Phong cách
Các tác phẩm của ông xoay quanh chủ đề tôn vinh cái đẹp của phụ nữ và thiên nhiên, gắn liền với sinh hoạt văn hoá cổ truyền dân tộc.
Phụ nữ trong tranh ông được miêu tả dưới góc độ người phụ nữ mềm mại, yêu kiều và thơ mộng. Mảng tranh nude cũng được ông đưa vào nghệ thuật đầy tinh tế và mang tính nghệ thuật cao như tác phẩm "Tắm trăng". Ông từng nói "Tạo hoá đã ban tặng cho loài người vẻ đẹp không gì sánh được. Tại sao hoạ sĩ lại không tìm tòi, sáng tạo? Với sự sáng tạo tranh khoả thân của hoạ sĩ, cốt rằng công chúng cần nhìn vào vẻ đẹp của tâm hồn toát ra từ cơ thể ấy…"
Thành công với nhiều chất liệu, nhưng sơn mài vẫn là chất liệu chủ đạo của ông và có được nhiều tiếng vang. Các mảng màu sử dụng kỹ thuật gắn vỏ trứng và dát vàng, bạc trong tranh sơn mài truyền thống tạo cho bức tranh nét trầm mặc, sự thu hút đặc biệt và có thể tồn tại lâu bền với thời gian.

## Sự nghiệp
Ông có tranh tham gia tại nhiều triển lãm trong và ngoài nước. Trong quá trình công tác tại Bảo tàng Mỹ thuật Việt Nam, ông được trao huy chương vì sự nghiệp Mỹ thuật Việt Nam và huy chương vì sự nghiệp Bảo tồn di sản văn hoá dân tộc. Ông có 2 tác phẩm được lưu giữ tại Bảo tàng Mỹ thuật Việt Nam.
Năm 1987, tác phẩm sơn mài "Những cô gái trong vườn" được triển lãm tại Poznań, Ba Lan và được lưu lại tại bảo tàng Châu Á Thái Bình Dương Ba Lan.
Năm 1995 triển lãm cá nhân tại nhà triển lãm 19 Ngô Quyền Hà Nội.
Năm 2000, triển lãm cá nhân tại thành phố Hồ Chí Minh được tổ chức bởi Viện Trao đổi Văn hóa với Pháp và Hội Mỹ thuật với 40 tác phẩm vẽ trên giấy dó và sơn mài.
1990-2011: ông tham gia triền lãm Khu vực I Hà Nội của Hội Mỹ thuật Việt Nam.

## Các tác phẩm nổi bật
1. Bác Hồ đi công tác, sơn mài, 1995
2. Hoa đào Nhật Tân, sơn mài, 1980
3. Gạo mới lên chùa, sơn mài, 1980
4. Chợ ngoại thành, sơn mài, 1992
5. Trung thu, sơn mài, 1992
6. Nhịp điệu, sơn mài, 1992
7. Những cô gái trong vườn, sơn mài, 1987
8. Phút thư giãn, sơn mài, 1998
9. Kỷ niệm phố xưa, sơn mài, 1999
10. Tắm trăng, sơn mài, 2000
11. Nghỉ trưa, giấy dó, 1995
12. Đi làm sớm, màu nước
13. Hoa trên phố, sơn dầu
14. Múa cung đình, sơn mài